# Abbas Tabrizian
Abbas Tabrizian (persiska: عباس تبریزیان), född 1962, är en iransk shiamuslimsk imam. Han presenterar sig själv som en specialist på islamisk och traditionell medicin, och är en uttalad motståndare till modern medicin. Han har blivit uppmärksammad för att i januari 2020 ha genomfört en ceremoni där han brände upp ett exemplar av den medicinska läroboken Harrison's Principles of Internal Medicine. Bokbränningen har fördömts av många iranska auktoriteter och institutioner.

## Biografi
Tabrizian föddes i Najaf i Irak. Han utbildades vid seminariet i Najaf och studerade arabisk litteratur för hojjatoleslam Zuhair Najaf. Han tvingades lämna Irak som 18-åring och kom till Iran, till staden Qom och sedan Mashhad där han fortsatte sin utbildning.
Tabrizian anger sig vara expert på islamisk och traditionell medicin, men har av Irans hälsomyndighet beskrivits som ett hot mot den allmänna folkhälsan. Han ställer diagnoser för sina anhängare, och säljer via sin populära näthandel medikamenter som rekommenderas för "förberedelse av livmoder", "nervstärkande", "behandling av försvagad hjärna" och "renande för gifter i blodet".
Han framhåller att islamisk medicin kan bota alla sjukdomar, och att de som tillägnar sig en "sann islamisk livsstil" aldrig behöver medicinsk behandling.
I januari 2020 genomförde Tabrizian en bokbränningsceremoni där han eldade upp ett exemplar av Harrison's Principles of Internal Medicine. Ceremonin filmades och lades ut på nätet där den blev viral. Bokbränningen har fördömts av många institutioner och auktoriteter i Iran.
I februari 2021 väckte han stor uppmärksamhet då han till sina 210 000 följare skrev att "COVID-19-vaccination gör människor homosexuella" och uppmanade att undvika att närma sig personer som vaccinerats mot covid-19, då "de blivit homosexuella".